# 2009 au Maroc
Chronologie du Maroc
- 2005
- 2006
- 2007
- 2008
- 2009
- 2010
- 2011
- 2012
- 2013

Cet article présente les faits marquants de l'année 2009 au Maroc ou relatifs au Maroc.

## Événements

### Janvier 2009
- Vendredi 9 janvier 2009 : Un premier groupe de sept blessés palestiniens, tous originaires de Khan Younès, une localité de la bande de Gaza, est arrivé au Maroc pour être soigné à l'hôpital militaire Mohammed V de Rabat. Il s'agit de blessés graves souffrant notamment de fractures. D'autre part, des avions marocains partis de Kénitra et de Meknès sont arrivés à l'aéroport d'El Arich, chargés de produits alimentaires et de médicaments destinés à la population palestinienne.

- Mardi 13 janvier 2009 : Le ministère de l'Intérieur annonce le démantèlement d'un « important réseau » de trafic de drogue, depuis Nador (nord-est) vers la Belgique et les Pays-Bas via l'Espagne.

- Mercredi 14 janvier 2009 : Deux organisations représentant la communauté juive marocaine — près de 5 000 personnes — condamnent l'intervention israélienne à Gaza, appelant la communauté internationale à intervenir pour trouver « une fin juste » à un conflit qui a déjà fait près de 1 100 morts. Le secrétaire général de la « Fondation du Patrimoine culturel judéo-marocain », Simon Lévy, a exprimé son « horreur devant cette tuerie sans perspective ni justification » qualifiant de « plus que déplorable » la situation à Gaza : « C'est horrible et ce n'est pas comme ça que je vois le judaïsme ».

- Jeudi 22 janvier 2009 : à la suite du récent démantèlement (13 janvier) d'un important trafic de drogue, depuis Nador (nord-est) vers la Belgique et les Pays-Bas via l'Espagne, quelque 81 personnes sont mises en examen, dont un certain nombre de fonctionnaires impliqués dans cette affaire.

- Vendredi 23 janvier 2009 : La sortie de la première Renault construite dans la future usine Renault Nissan près de Tanger « pourrait être repoussée de quelques mois ».

### Février 2009
- Mardi 3 février 2009 :
  - Un chercheur franco-marocain, le Dr Abdelghani Chehbouni, spécialiste de l'hydrologie des zones arides, est élu membre correspondant de l'Académie mexicaine des sciences. Il était pour la France le représentant au Mexique de l'Institut de recherche pour le développement depuis 2004.
  - Huit personnes sont tuées dans différentes régions du fait des intempéries par l'effondrement d'habitations.

- Mercredi 4 février 2009 :
  - Selon l'ORMVAG (Office régional de la mise en valeur agricole) de Kénitra, quelque 56 000 hectares, plantés en blé, fourrage et légumes, sont submergés par les pluies de ces derniers jours sur la plaine du Gharb, au nord de Rabat, une riche plaine agricole qui s'étend jusqu'à Larache (80 km au nord) et Meknès (120 km à l'est), avec une superficie de 380 000 hectares cultivés. Au moins huit personnes auraient trouvé la mort dans le nord et le sud du pays à la suite de ces fortes pluies. La région a reçu depuis octobre dernier une moyenne de 600 mm de pluies contre une moyenne de 300 mm lors des trente dernières années pour la même période. Les trois barrages de la région (Al Kansera, Idriss 1er et Al Ouahda) sont entièrement remplis.
  - Six enfants d'une même famille — quatre  filles et deux garçons — sont tués dans l'effondrement de leur maison dans la commune Aït Abdi, qui s'est écroulée sous le poids de la neige dans la région d'Azilal (centre) où ont eu lieu de fortes chutes de neige.

- Mardi 17 février 2009 : un ressortissant français,  arrêté en 2007 à Tanger  en possession de 400 kg de résine de cannabis, est  condamné à 5 ans de prison ferme et à 20,2 millions de dirhams (environ 1,9 million d'euros) par le tribunal de première instance de cette ville. La drogue avait été découverte par les douaniers marocains alors qu'il s'apprêtait à embarquer dans un bateau à destination de la France. Le  prévenu, qui a fait appel, avait lors de son arrestation affirmé « collaborer avec la police française pour infiltrer et démanteler un réseau de trafic de drogue opérant à l'échelle internationale ». Environ 140 ressortissants français sont actuellement détenus à Tanger pour des affaires de drogue.

- Mercredi 25 février 2009 : un navire de la marine royale a arraisonné au large de Ksar Sghir, une embarcation transportant 413 kilos de haschich vers le sud espagnol. Un  Français et un Espagnol ont été arrêtés.

### Mars 2009
- Dimanche 1er mars 2009 : Une catastrophe aérienne est  évitée de justesse à l'aéroport de Casablanca lorsqu'un Boeing 737 de la compagnie à bas prix Jetairfly en provenance de Charleroi (Belgique) a  failli entrer en collision lors de son atterrissage avec des avions au sol. L'avion  a commis « une erreur de pilotage grave » et « une catastrophe a été évitée grâce aux équipements de l'aéroport et à la vigilance des contrôleurs » et à « un pilote au sol, qui venait d'alerter la tour de contrôle ». Le pilote de l'avion était sur le point de se tromper de piste et d'« entrer en collision avec quatre avions du même type qui s'apprêtaient à décoller ». de l'aéroport Mohammed V de Casablanca, a ajouté le journal.

- Mercredi 4 mars 2009 : Dans le cadre des attentats du 11 mars 2004 à Madrid qui ont fait 191 morts et 1 800 blessés, la cour d'appel de Salé (Maroc), confirme la condamnation du Marocain Abdelilah Ahriz (29 ans) à 20 ans de prison pour son implication dans cet attentat. Il était poursuivi au Maroc pour « constitution de bande criminelle dans le but de commettre un acte terroriste, complicité dans la destruction de moyens de transport et voies publiques à l'aide d'explosifs ». Le jeune Marocain était parti en 1999 en Espagne, où il travaillait comme électricien. Il s'était ensuite installé en 2005 en Syrie, où il avait été arrêté et remis aux autorités marocaines. Après avoir été condamné au Maroc à trois ans de prison pour terrorisme puis acquitté en appel en mai 2007, il avait été une nouvelle fois interpelé fin janvier 2008 et placé en garde à vue pour son implication présumée dans les attentats de Madrid. En décembre, le parquet général avait requis la prison à vie contre lui.

- Jeudi 5 mars 2009 :  La gendarmerie a saisi 2,3 tonnes de résine de cannabis, différents matériels et procédé à deux arrestations dans le cadre d'une « vaste opération de ratissage » dans un douar (village) perché sur une montagne surplombant une plage servant de point de départ pour les transports de drogue, aux  environs de Ksar Sghir.  La drogue en ballots était « probablement prête à prendre le large » vers l'Espagne à bord d'embarcations pneumatiques de 12 mètres équipés de moteurs puissants qui traversent le détroit de Gibraltar en quelques minutes. Deux autres personnes sont recherchées.

- Vendredi 6 mars 2009 :
  - Le ministère des Affaires étrangères et de la coopération annonce que le Royaume a décidé la rupture des  relations diplomatiques avec la République islamique d'Iran.
  - La ministre de l'Énergie, Amina Benkhadra présente, lors des 1ères assises nationales de l'Énergie, à Rabat, le plan énergétique marocain étalé jusqu'en 2015 qui fera l'objet d'investissements de l'ordre de 90 milliards de dirhams (environ 8,2 milliards d'euros). La nouvelle stratégie nationale consiste à développer la production d'électricité et à faire passer le taux des énergies renouvelables (solaire, éolien) à 10 % de la production globale d'énergie contre environ 4 % actuellement. Le plan prévoit également l'utilisation du « charbon propre » pour l'essentiel de sa production énergétique. Le pays importe actuellement près de 97 % de ses approvisionnements en énergie, le pétrole représentant plus de 87 % de la facture énergétique, soit environ 71 milliards de dirhams (6,5 millions d'euros) en 2008.

- Vendredi 20 mars 2009 : Opération de destruction massive des prises de drogue faites lors de 208 opérations des douanes de Tanger au cours des 8 derniers mois : 25,7 tonnes de haschich, 119,4 kg de kif (plants de cannabis), 324,5 grammes de cocaïne, 117,5 grammes d'héroïne ainsi que 2 143 comprimés psychotropes.

- Mercredi 25 mars 2009 : Un gros bonnet du grand banditisme français, Patrick Laurent, reconverti dans le trafic de stupéfiants et sous le coup d'un mandat d'arrêt international, est arrêté de façon mouvementée à Marrakech. Il disposerait au Maroc d'un patrimoine immobilier « assez substantiel » et y vivait sous une fausse identité[1].

- Mardi 31 mars 2009 : Annonce de la vente aux enchères prochaine des meubles, services de table, décors et même calèches du célèbre palace, la Mamounia, actuellement en rénovation. La vente organisée au Palais des congrès de Marrakech proposera quelque 5 000 lots[2].

### Avril 2009
- Mardi 7 avril 2009 : Selon le  président de l'association « Adala » (Justice),  Abdelaziz Nouaydi, 10 ONG marocaines, dont les principales organisations des droits de l'Homme, ont demandé dans un mémorandum au gouvernement à être consultées sur une prochaine réforme de la justice, et pour ne pas « être mis devant le fait accompli comme par le passé ».

- Dimanche 12 avril 2009 : Un Franco-Marocain Akil Chraibi, alias « Sami », reconnu coupable d'« appartenance à un groupe terroriste armé actif à l'intérieur et à l'extérieur du pays »,  est condamné à 10 ans de prison ferme par le tribunal criminel d'Alger, a annoncé l'agence de presse APS. Il avait été arrêté par les services de sécurité algériens le 26 décembre 2005, en possession d'une copie d'un plan, dit « plan Fatima », destiné à établir une liaison entre le Groupe salafiste pour la prédication et le combat (GSPC, algérien) et des terroristes marocains inféodés à ce groupe terroriste[3].

- Jeudi 16 avril 2009 :

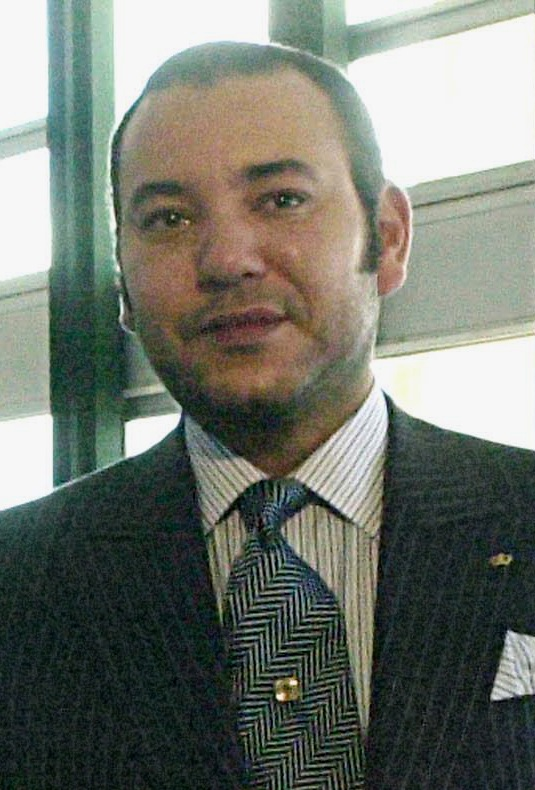
Mohammed VI
(Avril 2004)

  - Le roi Mohammed VI du Maroc commence une visite officielle en Guinée équatoriale à l'invitation du président Teodoro Obiang Nguema. Plusieurs accords de coopération bilatéraux doivent être signés. Selon l'agence MAP, cette visite « s'inscrit en droite ligne dans la nouvelle stratégie du Maroc […] visant à développer un partenariat tous azimuts avec les pays africains, suivant une approche et une philosophie nouvelles de coopération sud-sud ». La politique africaine du Maroc s'est illustrée ces dernières années par « la formation des cadres africains dans les universités et instituts » du royaume, l'octroi de « bourses d'études, la concrétisation de projets socio-économiques et la contribution au financement de projets d'infrastructures dans les domaines de la santé, de l'élevage, de l'agriculture et de l'approvisionnement en eau potable ».
  - Le tribunal anti-terroriste de Salé (près de Rabat) condamne 15 personnes soupçonnées de terrorisme à des peines de 2 à 20 ans de prison, 14 autres sont condamnés à des amendes. Les accusés appartenaient à une cellule démantelée en 2007 et liée à « l'organisation Al Qaïda au Maghreb islamique ainsi qu'au Groupe salafiste pour la prédication et le combat (GSPC) algérien ». Le principal accusé Abdelkrim Makhloufi, a été condamné à 20 ans de prison pour « constitution d'une bande criminelle en vue de préparer et commettre des actes terroristes […], incitation d'autrui à commettre un acte terroriste et tenue de réunions publiques sans autorisation préalable ». Deux de ses complices, Mohamed Lakhdar et Abdelilah Boumdine ont été condamnés respectivement à 12 et 6 ans de prison.

- Dimanche 19 avril 2009 : Le ministre des Affaires étrangères, Taieb Fassi Fihri, en marge d'une réunion des chefs de diplomatie des cinq pays de l'Union du Maghreb arabe (UMA), souhaite une normalisation « au plus tôt » des relations entre le Maroc et l'Algérie ainsi que l'ouverture de la frontière entre les deux pays, fermée depuis 1994, en raison de différends politiques sur le conflit du Sahara occidental.

- Jeudi 23 avril 2009 : Les cadavres de 2 hommes, d'origine sub-saharienne, sont retrouvés au large de Ceuta (nord). Munis de gilets de sauvetage, ils dérivaient dans les eaux territoriales de Ceuta.

- Vendredi 24 avril 2009 : 
  - Un petit avion de tourisme s'écrase à cause de vents violents dans la région de Tichka el Haouz (sud) causant la mort de 4 ressortissants belges — trois hommes et une femme.
  - Les douanes et la police ont effectué dans le port de Casablanca une saisie record de 32,2 tonnes de résine de cannabis découverte dans trois conteneurs de cannettes d'aluminium prêts à être embarqués à destination du port espagnol de Valence.

- Mardi 28 avril 2009 : Un imam marocain, Mohammed el Idrissi (72 ans), officiant en France à Toulon (Var), est expulsé vers le Maroc. Il est soupçonné de prêches violents et intégristes, prononcés en arabe, entre novembre 2007 et janvier 2009, contre l'Occident et d'autres religions.

### Mai 2009
- Lundi 11 mai 2009 : Accident entre un train de voyageurs et un camion sur un passage à niveau non gardé près de Douar Smihat. 2 personnes sont tuées et une autre gravement blessée.

- Mardi 12 mai 2009 : Les services de sécurité annoncent le démantèlement récent « d'une structure terroriste en gestation, baptisée « Jamaat Al Mourabitine Al Jodod » (Groupe des nouveaux combattants), « composée de huit islamistes » qui « planifiait de préparer des attentats » et « évoluait dans différentes villes du royaume ». Les personnes arrêtées vont être présentées à la justice « pour répondre de leurs actes ».

- Samedi 23 mai 2009 :
  - 11 personnes ont trouvé la mort à Rabat dans une bousculade lors d'un concert du festival de musiques du monde Mawazine et une quarantaine d'autres ont été blessées. Quelque 70 000 spectateurs assistaient à un concert du chanteur populaire marocain Abdelaziz Stati au stade de Hay Nahda, dans le sud-est de la capitale, où étaient présents environ 3 000 policiers en uniforme et en civil.
  - Un homme d'affaires américain d'origine libanaise, marié à une Marocaine, est tué d'un coup de couteau au thorax, dans le centre-ville de Casablanca après une brève altercation avec une bande de quatre jeunes, qui ont été arrêtés par la police.

### Juin 2009
- Vendredi 12 juin 2009 : Élections municipales auxquelles peuvent participer 13,36 millions de Marocains de plus de 18 ans pour élire 27 795 conseillers municipaux présentés par une trentaine de partis et mouvements.

- Samedi 13 juin 2009 : Selon le ministre de l'Intérieur, Chakib Benmoussa, 6,8 millions de Marocains ont participé aux élections municipales, soit une participation de 51 % (54 % au scrutin de 2003). Pour la première fois, un quota de 12 % de sièges est réservé aux femmes, qui n'avaient obtenu que… 0,54 % des sièges en 2003 : le Parti authenticité et modernité (PAM), créé par l'ancien ministre délégué à l'Intérieur Fouad Ali El Himma, un ami du roi, obtient 6 015 sièges ; le parti nationaliste du Premier ministre Abbas El Fassi obtient 5 292 sièges ;  le Rassemblement national des indépendants obtient 4 112 sièges ; l'Union Socialiste des Forces Populaires  (USFP) obtient 3 226 sièges ; le Mouvement Populaire obtient 2 213 sièges ; le Parti Justice et Développement, islamiste (PJD) marqué par un recul, obtient 1 513 sièges.

- Samedi 20 juin 2009 : La marine royale marocaine intercepte 2 chalutiers, un espagnol et un capverdien, alors qu'ils pêchaient illégalement«  dans une zone interdite, protégée par un arrêt biologique » et conduits dans le port de Dakhla (Sahara marocain)[4]. Le chalutier espagnol, avec un équipage de dix marins (8 Européens et 2 Marocains), possède une licence de pêche conformément à l'accord maroco-européen de 2007 sur la pêche, et va pouvoir repartir après s'être acquitté d'une amende. L'autre chalutier intercepté, immatriculé au Cap Vert, constitue un « cas est plus sérieux » car il ne possède aucune licence l'autorisant à pêcher dans les eaux marocaines et utilisait en plus des filets à mailles interdites, d'une taille inférieure à celle autorisée. Le propriétaire du chalutier va devoir payer une amende avant de pouvoir repartir et son matériel de pêche a été confisqué. son équipage se compose de 17 hommes, tous de nationalité capverdienne.

- Lundi 22 juin 2009 : Fatima-Zahra Mansouri, une avocate de 33 ans membre du Parti Authenticité et Modernité (PAM), créé en 2008 par Fouad Ali El Himma, un proche du roi Mohammed VI, est élu maire de Marrakech, une ville de 1 million d'habitants et une importante destination touristique. Fille d'un ancien pacha de Marrakech, elle a fait ses études de droit en France[5].

- Mercredi 24 juin 2009 : Le ministère de la Santé confirme 4 nouveaux cas de grippe H1N1 ce qui porte à 13 le nombre de personnes touchées par ce virus dans le pays. Ces personnes infectées sont toutes des ressortissants marocains arrivés récemment du Canada et des États-Unis.

- Jeudi 25 juin 2009 :
  - L'Agence Spéciale Tanger Méditerranée (TMSA) attribue le contrat pour la conception et la réalisation d'un deuxième port en eaux profondes à Tanger, pour un montant de 825 millions d'euros, à un groupement dont Bouygues Travaux Publics est le mandataire, et composé en plus de Bymaro (filiale de Bouygues Construction), Saipem, Besix, et Somagec, chacun des cinq partenaires détenant une part de 20 %. « Le groupement est chargé de réaliser une digue principale de 3 800 mètres et une digue secondaire de 1 200 mètres, 2 800 mètres de quai et une plate-forme logistique de 150 hectares ». Les travaux doivent démarrer au premier trimestre 2010 et durer près de quatre ans et demi (51 mois). Au plus fort, ils mobiliseront 2 000 personnes. Le port « sera doté de deux terminaux à conteneurs » et « les quais pourront accueillir sept méga porte-conteneurs simultanément ». Cette réalisation permettra au port de Tanger d'offrir une très importante capacité de « 8 millions de conteneurs, 7 millions de véhicules, 700 000 camions et 10 millions de tonnes d'hydrocarbures, devenant ainsi l'une des premières plates-formes portuaire de Méditerranée et d'Afrique en 2014 »[6].
  - Le ministre des Affaires islamiques, Ahmed Tawfiq, annonce le lancement d'un vaste programme de 200 millions de dirhams (environ 19 millions d'euros) pour la « mise à niveau » des imams, qui s'inscrit dans le cadre d'une réforme du champ religieux annoncé par le roi Mohammed VI en 2008 : « Nous avons 45 000 imams et les statistiques de 2006 ont démontré que 82 % d'entre eux n'ont aucune formation de base. Ils ont juste appris le coran par cœur […] Les imams sont un élément essentiel de la réforme du champ religieux. Ils sont responsables de l'encadrement des croyants et exercent dans les villes et les campagnes éloignées […] C'est une opération de grande envergure, qui n'a pas d'égale dans le monde. Ce programme aspire à donner à la société marocaine un encadrement religieux en phase avec l'air du temps et soucieux de la préservation de l'identité nationale ».

- Vendredi 26 juin 2009 : Cinq marocains  résidant à Ceuta et appartenant à la mouvance radicale Salafia Jihadia, soupçonnées d'appartenir à une cellule terroriste opérant entre le Maroc et l'Espagne ont été arrêtées depuis le début de la semaine au Maroc. Ils également accusées de trafic de drogue et de véhicules entre l'Espagne et le Maroc.

### Juillet 2009
- Jeudi 9 juillet 2009 : Huit personnes soupçonnées d'appartenir à une cellule terroriste qui opérait entre l'Espagne et le Maroc sont interpellés et placées sous mandat de dépôt à la prison de Salé. Parmi les 8 prévenus figurent un commissaire de police, un officier et un gendarme, tous accusés de « constitution d'une bande criminelle pour la préparation d'actes terroristes, collecte de fonds pour leur utilisation dans des actes terroristes, trafic de drogue, falsification de document officiel, corruption et divulgation de secret professionnel ». Selon le ministère de l'Intérieur, cette cellule — proche de la mouvance radicale Salafia Jihadia — était dirigée par Abdellah Ahram, dit « Abou Yassine ». Trois des membres de cette cellule sont hispano-marocains[7].

- Vendredi 10 juillet 2009 : Grève des éditoriaux dans une vingtaine de quotidiens et hebdomadaires marocains sont sortis sans éditorial pour protester contre des récentes décisions de justice prononcées contre trois journaux arabophones, lourdement condamnés pour diffamation contre le dirigeant libyen Mouammar Kadhafi et un mensuel économique francophone, pour diffamation contre une entreprise de meubles, Primarios. Les quotidiens répéteront l'opération samedi[8].

- Jeudi 16 juillet 2009 : Un numéro de l'hebdomadaire français Courrier international daté de la deuxième semaine de juillet (9 au 15) est interdit à la vente au Maroc. Les autorités lui reprochent notamment un article jugé diffamatoire à l'égard du roi Mohammed VI, ainsi qu'une caricature du souverain jugée diffamatoire. Il s'agit en fait de la reproduction d'un article d'un magazine marocain, le Journal Hebdomadaire, intitulé « Mohammed VI, toujours aussi riche »[9].

- Lundi 20 juillet 2009 : La chute d'un avion de tourisme cause la mort de ses 4 passagers (2 Portugais, un Français et un Marocain). L'avion en provenance du Portugal s'est écrasé à moins d'un kilomètre de l'aérodrome de Tit Mellil, près de Casablanca.

- Mardi 28 juillet 2009 : Le tribunal anti-terroriste de Salé (près de Rabat) condamne le Belgo-marocain Abdelkader Belliraj (50 ans) à la prison à perpétuité. Il est accusé d'avoir dirigé un réseau terroriste radicaux de 35 membres au Maroc et à l'étranger et d'avoir commis six meurtres en Belgique à la fin des années 1980 et au début des années 1990. Les autres membres de ce réseau, dont le procès a débuté le 16 octobre 2008, sont poursuivis pour « atteinte à la sûreté intérieure de l'État », « association de malfaiteurs en vue de préparer et commettre des actes terroristes », « meurtre avec préméditation », « tentative d'homicide volontaire avec préméditation », « vol qualifié et tentative de vol qualifié » et « détention illégale d'armes et d'explosifs ». Il avait été arrêté le 18 février 2008 au Maroc avec plusieurs autres personnes en possession d'« un important arsenal d'armes à feu »[10].

- Mercredi 29 juillet 2009 : Le roi Mohammed VI accorde sa grâce royale à 24 865 détenus, dont 517 femmes, 159 détenus malades, handicapés et personnes âgées et 137 détenus mineurs, ainsi que 659 « détenus de différentes nationalités, condamnés par les tribunaux du Royaume pour crimes ou délits », dans différents établissements pénitentiaires du Maroc à l’occasion du dixième anniversaire de son intronisation. Par ailleurs, 32 personnes condamnées à mort ont vu leurs peines commuées en des peines à perpétuité alors que 83 peines à perpétuité prononcées ont été commuées en des peines d'emprisonnement à durée limitée[11].

- Jeudi 30 juillet 2009 : 10e anniversaire du règne du roi Mohammed VI avec la fête du Trône qui est célébrée chaque année dans tout le royaume avec fantasias et concerts.

### Août 2009
- Samedi 1er août 2009 : Le ministère de l'Intérieur a fait saisir les 2 derniers numéros des hebdomadaires indépendants « TelQuel » et « Nichane » pour avoir enfreint le code de la presse. Les deux numéros saisis avaient publié samedi « un sondage — effectué en partenariat avec le journal français Le Monde — sur le bilan des 10 premières années du règne du roi Mohammed VI » dont « 91 % des Marocains interrogés » le jugent « positif ou très positif ». Le ministre de la Communication, Khalid Naciri a déclaré que le « même traitement sera appliqué à quiconque » publiera ce sondage car « la monarchie au Maroc n'est pas en équation et ne peut faire l'objet d'un débat même par voie de sondage »[12].

- Lundi 3 août 2009 :
  - À la suite d'interdictions de publication prises samedi, les autorités ont interdit la vente au Maroc de l'édition du 4 août du journal français Le Monde pour avoir publié à son tour le sondage sur le bilan du règne du roi Mohammed VI.
  - Parmi les bénéficiaires de l'importante grâce royale, accordée à l'occasion du 10e anniversaire du règne de Mohammed VI, se trouve Serge Astorc, un Français incarcéré depuis 20 mois au Maroc pour trafic de drogue alors qu'il a affirmé se trouver en mission d'infiltration pour le compte de la police et de la douane française. Arrêté en 2007 à Tanger en possession de 400 kg de résine de cannabis alors qu'il s'apprêtait à embarquer dans un ferry à destination de la France au volant d'une voiture, Serge Astorc avait été condamné à cinq ans de prison et à une amende de 1,9 million d'euros[13].

- Jeudi 6 août 2009 : Un des trois malfaiteurs, évadés le 23 juillet d'une prison en Belgique, a été localisé dans la région de Berkane (est), près de la frontière de l'Algérie. Ashraf Sekkaki (25 ans), considéré par Interpol comme « un des criminels les plus dangereux de Belgique » par Interpol, s'était spectaculairement évadé à bord d'un hélicoptère de la prison de Bruges (nord de la Belgique) en compagnie de deux autres dangereux malfaiteurs, Abdelhaq Melloul Khayari, interpellé à Bruxelles et Mohammed Johry interpellé dans la région de Berkane[14].

- Mercredi 19 août 2009 : Le roi Mohammed VI accorde sa grâce à 346 personnes condamnées pour différends délits, à l'occasion du 56e anniversaire de la « Révolution du roi et du peuple ». La majorité des personnes concernées ont bénéficié d'une remise de leur peine de prison, les autres d'annulations totales ou partielles d'amendes.

- Jeudi 20 août 2009 : Le roi Mohammed VI, à l'occasion du 56e anniversaire de la « Révolution du roi et du peuple » annonce vouloir introduire une « réforme globale et profonde de la justice », demande à son gouvernement l'élaboration d'un plan « intégré et précis, propre à refléter la profondeur stratégique de la réforme » et annonce vouloir mettre en place une « instance consultative, pluraliste et représentative permettant à la justice de s'ouvrir sur son environnement »[15].

- Dimanche 23 août 2009 : Une collision entre un camion et un autobus entre Ait Ourir et Marrakech (sud) cause la mort de 4 personnes et en blesse 19 autres dont 8 grièvement.

- Mercredi 26 août 2009 : Le roi Mohammed VI, le palais royal annonce que le roi a été placé en convalescence pour cinq jours en raison d'une « infection » ne présentant « aucune inquiétude sur sa santé ».

### Septembre 2009
- Samedi 19 septembre 2009 : Au moins 6 personnes sont mortes dans le naufrage d'une embarcation avec à son bord 60 immigrés clandestins au large de Ceuta, à proximité de l'île de Perejil.

### Octobre 2009
- Jeudi 1er octobre 2009 : Quatre mandats d'arrêt internationaux sont lancés par Interpol en lien avec l'enquête en France sur la disparition en 1965 de l'opposant marocain Mehdi Ben Barka. Ces mandats concernent le général Hosni Benslimane, aujourd'hui chef de la gendarmerie royale marocaine, le général Abdelhak Kadiri, ancien chef des services de renseignement, Miloud Tounzi, membre présumé du commando qui a enlevé l'opposant, et Abdelhak Achaachi, ancien agent du Cab 1, une unité d'élite des services secrets[16].

- Mardi 6 octobre 2009 : Le roi Mohammed VI déclare vouloir faire de son pays le leader africain de la défense de l’environnement et du développement durable, décidant de mettre la pression sur ses ministres et son administration pour obtenir des résultats concrets le plus rapidement possible.

- Vendredi 9 octobre 2009 : Le roi Mohammed VI, dans son discours prononcé à l'occasion de la nouvelle année législative, appelle les parlementaires marocains à continuer à défendre la « marocanité » du Sahara occidental, par « des actions résolues et efficientes ».

- Lundi 12 octobre 2009 :
  - Le journaliste de France 3, Joseph Tual, spécialiste de l'affaire Ben Barka, dépose pour la deuxième fois plainte contre X à Paris à la suite de la retranscription dans le journal Maroc Hebdo, d'une conversation téléphonique qui a eu lieu le 19 octobre 2007, avec un membre présumé du commando qui a enlevé l'opposant marocain en 1965. L'article en cause était intitulé « Profession : fouille-merde ». Selon le plaignant,  la conversation, enregistrée à son insu, a été « tronquée » et les « propos dénaturés afin de manipuler l'opinion »[17].
  - L'écrivain Georges Fleury révèle être « depuis 25 ans » en possession de 95 pages de rapports de gendarmerie sur la disparition de l'opposant marocain le 29 octobre 1965 1965 à Paris lors d'une opération menée par les services marocains du roi Hassan II avec la complicité de policiers et de truands français. Le corps de l'opposant aurait été incinéré et ses cendres dispersées dans un étang à Ballancourt (Essonne)[18].

- Jeudi  15 octobre 2009 : Le directeur de publication du journal Al Michaâl, Driss Chahtane, est condamné à un an de prison ferme pour avoir publié des articles contestés sur la santé du roi. Le tribunal lui a également infligé une amende de 10 000 dirhams (environ 885 euros) et ordonné son incarcération immédiate. Des peines de 3 mois de prison ferme et une amende de 5 000 dirhams (440 euros) ont été prononcées par le même tribunal à l'encontre de Rachid Mhamid et Mustapha Hirane, deux journalistes du même journal[19].

- Vendredi  16 octobre 2009 : Selon le Bureau des Affaires humanitaires de l'ONU, l'invasion de criquets pèlerins, qui sévit en Mauritanie depuis cet été et qui s'est propagée au Maroc et au Sahara occidental, pourrait s'étendre au reste de la région en cas de fortes pluies, les larves et les criquets commençant à se regrouper de façon inquiétante[20].

- Vendredi 30 octobre 2009 : Le directeur du quotidien Akhbar Al Youm, Taoufik Bouachrine, est condamné par le tribunal de première instance de Casablanca à un an de prison avec sursis pour avoir publié une caricature jugée irrespectueuse de la famille royale et du drapeau national. Le dessinateur, auteur de cette caricature, Khalid Gueddar, est condamné à la même peine. La cour a en outre décidé la « fermeture définitive » des locaux du journal, ce qui ne signifie pas l'interdiction de publication du journal. Une amende de 100 000 dirhams (9 090 à payer solidairement a été aussi infligée aux deux prévenus[21].

### Novembre 2009
- Mardi 3 novembre 2009 : Le ministère des Affaires étrangères exige « le départ immédiat » d'une diplomate suédoise, accusée d'avoir « transmis à des éléments séparatistes, liés à l'Algérie et au Front Polisario, un document officiel qui a été remis par le ministère des Affaires étrangères et de la Coopération à l'ambassade de Suède à Rabat, dans le cadre d'une démarche diplomatique […] Ce document s'est retrouvé, par la suite, entre les mains des ennemis de l'intégrité territoriale du Royaume ». L'ambassadeur de Suède à Rabat, Michael Odevald, a rencontré le ministre Taieb Fassi Fihri, qui lui a fait part d'« un manquement grave aux pratiques diplomatiques et d'une erreur professionnelle inadmissible commis par la Conseillère de l'ambassade de Suède[22].

## Sahara occidental
Voir Sahara occidental